# Viola adunca
Espèce
Viola adunca, ou violette à éperon crochu, est une espèce de plantes à fleurs de la famille des Violaceae présente au Québec.

## Caractéristiques
La violette à éperon crochu est une plante caulescente (à tige) à petites feuilles ovales légèrement pubescentes. La pointe de la feuille est obtuse et la base est subcordée ou tronquée. La plante porte des stipules linéaires.
Les fleurs sont violettes.

## Écologie
Cette violette pousse dans les endroits sablonneux. Elle est présente au Québec.